# Rablólégyfélék
A rablólégyfélék vagy farkaslegyek (Asilidae)  a légyalkatúak alrendjében (Brachycera), a rablólégyalakúak (Asilomorpha) alrendágának rendkívül fajgazdag névadó családja tíz alcsaláddal; több mint 500 nemmel.

## Származásuk, elterjedésük
A rablólegyek az egész világon elterjedtek. Magyarországon mintegy 110 fajukat találták meg.

## Megjelenésük, felépítésük
Közepes vagy nagy méretű, ragadozó életmódú legyek tartoznak ide.
Könnyen felismerhetők a homlokuk felső részén, a szemek közt húzódó nyerges mélyedésről és kiduzzadó szemeikről. Szemeiket erős tüske védi a védekező áldozatok kapálózásától; a legtöbb faj hímeinek szeme összeér. Erősen fejlett, szuronyszerű, rendszerint előre vagy ferdén lefelé irányuló, hegyes szívókájukban egy pár csökevényes előállkapocs, két jól fejlett középállkapocs és egy hypopharynx rejlik.
Testük többnyire egyszínű; nyúlánk, de erőteljes. Sok faj nagy termetű. Hosszú szárnyaik gyakran a tor végén is túlnyúlnak; harmadik hosszanti erük villás.
Hosszú, vastag lábuk szőrös vagy tüskés.
A legtöbb faj potroha elvékonyodó.

## Életmódjuk, élőhelyük
Különböző népies neveik egyaránt ragadozó életmódjukra utalnak. Többnyire jól repülő rovarokra (pl. más legyekre, hártyásszárnyúakra) vadásznak. Rendszerint fatörzsek végén, kerítéseken állnak lesben, de néha a puszta földön ülnek meg, és hirtelen vetik rá magukat prédájukra, amit többnyire röptében fognak meg. Lábaikkal megragadják áldozatukat, amit pihenőhelyükre cipelnek, és ott kiszívogatják nedveit. Egyes rablólegyek gyors, csapongó mozdulatokkal kerülgetik a legelő lovat, marhát, és az azok körül nyüzsgő egyéb legyekre vadásznak.
Lárváik földben vagy korhatag fában élnek; az imágóktól eltérően nem ragadozók.